# Hyaluronsäure
Hyaluronsäure (nach neuerer Nomenklatur Hyaluronan, Abkürzung HA für engl. hyaluronic acid) ist ein Glycosaminoglycan, das einen wichtigen Bestandteil des Bindegewebes darstellt und auch eine Rolle bei der Zellproliferation, Zellmigration und Metastasenbildung bei einigen Krebserkrankungen spielt. Die Hyaluronsäure wurde erstmals in den 1930er Jahren von dem deutschen Mediziner Karl Meyer entdeckt. Der Begriff Hyaluronsäure setzt sich zusammen aus dem altgriechischen Wort ὕαλος hyalos, deutsch ‚Glas‘ und Uron, einer Abkürzung der Uronsäuren. Meyer hatte den Stoff bei Untersuchungen des Glaskörpers im Auge entdeckt.

## Funktionen
Hyaluronsäure ist ein Bestandteil der extrazellulären Matrix (EZM oder ECM)  von Wirbeltieren. Sie liegt in vielerlei Geweben als langkettiges lineares Polysaccharid vor und erfüllt viele Funktionen, wie etwa, sehr viel Wasser zu binden. Nicht selten erreichen die einzelnen Ketten eine molare Masse von mehreren Millionen atomaren Masseneinheiten.

### Mechanische Funktionen

#### Wasserspeicherung
Hyaluronsäure besitzt die Fähigkeit, sehr große Mengen an Wasser zu binden. Der Glaskörper des menschlichen Auges z. B. besteht zu 98 Prozent aus Wasser, das an nur zwei Prozent Hyaluronsäure gebunden ist.

#### Druckbeständigkeit
Wasser ist kaum komprimierbar, und diese Eigenschaft bleibt auch in hyaluronsäurehaltigem Gewebe erhalten, in dem sehr viel Wasser gebunden werden kann. Dies gilt allgemein für große Teile des Bindegewebes. Eine besondere Bedeutung hat diese Tatsache während der Embryonalentwicklung, wenn feste Strukturen noch nicht vorhanden sind. Ein weiteres bekanntes Beispiel ist der Nucleus pulposus, der Gallertkern der Bandscheiben, der deshalb große Teile des Körpergewichts tragen kann.

#### Schmiermittel
Die Hyaluronsäure ist Hauptbestandteil der Synovia (Gelenkflüssigkeit) und wirkt als Schmiermittel bei allen Gelenkbewegungen. Sie zeichnet sich hier zusätzlich durch strukturviskose Eigenschaften aus; ihre Viskosität verändert sich mit einwirkenden mechanischen Kräften, genauer: Sie nimmt ab, je stärker die Scherkräfte werden. Zudem ist sie zwar flüssig, aber durch ihre hochmolekulare Gestalt so viskos, dass sie nicht wie Wasser aus dem Gelenk herausgepresst wird. Durch chemische Wechselwirkungen und die äußere Form haftet sie besonders gut am Knorpel des Gelenks.
Wirken nun im Anfang einer Bewegung starke Druckkräfte auf ein Gelenk, knäueln sich die Moleküle zu Kugeln zusammen und hängen wie in einem Kugellager an der Knorpeloberfläche. Wenn aber eine schnelle Scherbewegung nötig ist, so zum Beispiel beim Lauf, wird die Zähigkeit der Hyaluronsäure wegen ihrer Strukturviskosität herabgesetzt und die Reibung verringert.

#### Freihalten von Wegen
Für wandernde Zellen hält die Hyaluronsäure die „Verkehrswege“ frei. Durch Erweiterung der Zellzwischenräume wird die Migration (Wanderung) dieser Zellen unterstützt.

### Biochemische Funktion
Während sich die bisher genannten Funktionen auf frei vorliegende Hyaluronsäure beziehen, ist sie auch an der Bildung weiterer, noch größerer Makromoleküle beteiligt, den sog. Proteoglycanen. Insbesondere verknüpft sie bestimmte Proteoglycane (Aggrecan im hyalinen Knorpel) zu riesigen Proteoglycan-Aggregaten.

### Funktion im Gehirn
Neben wichtiger Strukturfunktion im Gehirn konnte gezeigt werden, dass Hyaluronan den Wiederaufbau von Markscheiden um Axone (Remyelinisierung) positiv beeinflussen kann. Eine inhibitorische Funktion scheint vor allem bei der Multiplen Sklerose eine Rolle zu spielen.

### Interaktion mit Rezeptoren
Eine Reihe von Zelloberflächenrezeptoren interagieren mit Hyaluronsäure und lösen bestimmte Reaktionen der Zelle aus, vor allem die Zellteilung und die Wanderung. In der Embryonalentwicklung sind diese Stimulationen notwendig, bei Kontakt mit Tumorzellen können sie allerdings auch entsprechende für den Organismus nachteilige Auswirkungen haben.

### Antikarzinogene Wirkung bei Nacktmullen
Nacktmulle werden bis zu 30 Jahre alt und entwickeln praktisch keine Tumore. Langkettige Hyaluronsäure ist als Ursache erkannt worden. Es wird angenommen, dass die Tiere diese zur Pflege ihrer Haut bilden sowie dass die krebsverhindernde Eigenschaft ein Nebeneffekt ist.

## Chemischer Aufbau
Die Hyaluronsäure ist eine makromolekulare Kette von Disacchariduntereinheiten, die aus den Glucosederivaten D-Glucuronsäure und N-Acetyl-D-glucosamin bestehen. Diese unterscheiden sich von der β-D-Glucose durch Substitutionen am sechsten beziehungsweise am zweiten Kohlenstoffatom. Die Glucuronsäure ist glycosidisch β(1→3) an das N-Acetyl-D-glucosamin geknüpft, das mit der folgenden Glucuronsäure glycosidisch β(1→4) verbunden ist. Eine Hyaluronsäurekette kann aus 250 bis zu 50.000 Disaccharideinheiten bestehen.
In neutraler wässriger Lösung bilden sich Wasserstoffbrückenbindungen auch zwischen den Carboxyl- und den N-Acetylgruppen aus.

## Biosynthese
Im Gegensatz zu allen anderen Glycosaminoglycanen wird die Hyaluronsäure nicht im endoplasmatischen Retikulum oder Golgi-Apparat zusammengesetzt, sondern von integralen Membranproteinen. Von diesen HA-Synthasen besitzen Wirbeltiere drei Typen: HAS1, HAS2 und HAS3. Diese Enzyme übertragen in der Zelle die wachsende Kette auf immer neue Monosaccharidbausteine, die so immer länger wird und durch ABC-Transporter durch die Membran aus der Zelle heraustransportiert wird. Dies gilt nicht für alle HA-Synthasen.

## Einsatz in der Humanmedizin
Wissenschaftliche Belege, dass Hyaluronsäure-Präparate den Knorpel wiederaufbauen könnten, gibt es nicht. Spritzen mit Hyaluronsäure wirkten in den aussagekräftigsten Studien nicht besser als ein Placebo (Spritzen mit Kochsalz). Medizinisch verwendet wird das Natrium-Salz der Hyaluronsäure (Natriumhyaluronat oder Sodium Hyaluronate). Hyaluronsäure wird aus tierischem Ausgangsmaterial (z. B. Hahnenkamm) oder biotechnologisch aus Streptokokken-Kulturen gewonnen. Bei aus Hahnenkämmen gewonnenen Hyaluronsäureprodukten kann es zu allergischen Reaktionen kommen, wenn eine Allergie gegen Vogelproteine besteht.
Eine spezielle Modifikation stellen stabilisierte Hyaluronsäuren mittels patentierter NASHA-Technologien (NASHA = Nicht-animalische stabilisierte Hyaluronsäure) dar, die je nach Hersteller zwischen weniger als ein Prozent und bis zu ca. 30 Prozent chemisch verändert sind. Für die Haltbarkeit der Produkte ist die Art der Stabilisierung entscheidend.
In der Biochemie wird Hyaluronsäure als Wachstumsgrundlage beim Tissue Engineering verwendet. Durch die kovalente Bindung von Thiolgruppen an Hyaluronsäure entstehen Thiomere, die sich durch die Ausbildung von Disulfidbrücken quervernetzen und dadurch eine höhere Stabilität der Wachstumsgrundlage für Zellen bieten. Zudem können Zellen über die Ausbildung von Disulfidbrücken mit thiolisierter Hyaluronsäure verbessert an dieser anhaften.

## Einsatz in der Kosmetik
Hyaluronsäure wird in Kosmetika verwendet. Da die Hautzellen nur wenig makromolekulare Hyaluronsäure aufnehmen, werden auch niedermolekulare Fragmente von Hyaluronsäure (HAF) eingesetzt (z. B. 50 oder 130 Kilodalton), die leichter in die Haut eindringen.

## Handelsnamen
Monopräparate
KD Intra-Articular Gel (D), Curavisc (D), Durolane (CH), RenehaVis (D), Fermavisc (CH), Hyalart (D), Hyalubrix (D), Hyalur (CH), HYGAG (D), Ial (CH), Ialugen (CH), Lacri-Vision (CH),  Lacrycon (CH), Laservis (CH), Ostenil (D, CH), Recosyn (D), Rhinogen (CH), Sinovial (CH), Suplasyn (D, CH), Synvisc (D, CH), Unike-Injekt (D), Viscontour (D), Viscoseal (CH), Hylo-Vision (D), Visiol (CH), Vislube (CH), Vismed (CH), Xidan (D), zahlreiche Generika (D, CH)
Kombinationspräparate
Alphastria (CH), Ialugen Plus (CH, mit Silbersulfadiazin), Hyalofemme (D)